# Реофіл

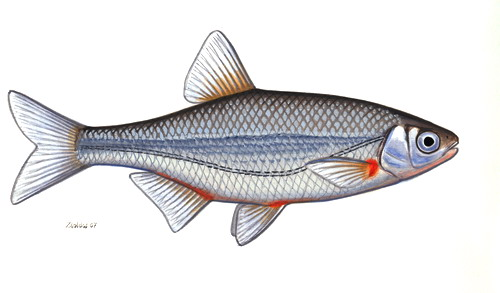
Бистрянка звичайна (Alburnoides bipunctatus) — типовий реофіл.

Реофі́л (від грец. rheos — течія, потік + phileο — люблю) — мешканець течії, швидкої ділянки річки.
Реофільні тварини — організми, пристосовані до мешкання у текучих водах — річках, струмках, на морських мілководдях з припливно-відпливними або постійними течіями.
Реофіли потребують достатньої великої кількості кисню, тому потребують постійного притоку свіжої води.
Деякі реофільні тварини проводять у текучих водах усе життя, інші — пов'язані з ними лише у певні періоди, наприклад, личинки деяких одноденок, волохокрильці та інші комахи, прохідні риби.
Серед реофілів багато прикріплених або малорухомих форм, які здатні протистояти течії, приростаючи до субстрату (губки, мохуватки) або прикріплюючись до нього за допомогою виростів тіла (серед голкошкірих — морські лілії), або присмоктуються (наприклад, молюск Ancylus), ховаються у нірках або серед каміння. Деякі реофіли здатні долати сильні течії (наприклад, лососеві риби). Пристосуванням до течії є також клейкість ікри, закопування ікри у ґрунт, розмноження в черепашках молюсків тощо. Реофільні риби добре пристосовані також до чинників середовища, властивих течії, наприклад, до каламутності води.
Серед прісноводних риб до реофілів відносяться чехоня, судак звичайний, форель струмкова, верховодка та інші.
За способом живлення багато реофільних тварин — фільтратори. Для них характерні пристосування для фільтрування води та уловлювання часточок, що переносяться течією.